# Helmut Hirsch
Pour les articles homonymes, voir Hirsch.
Helmut Hirsch (né le 2 septembre 1907 à Barmen et mort le 21 janvier 2009 à Düsseldorf) est un historien et auteur allemand.

## Biographie
Helmut Hirsch est le fils d'Hedwig Hirsch et de l'homme d'affaires Emil Hirsch, membre du SPD et chef du conseil municipal de Barmen de 1919 à 1924. Hirsch est pendant un certain temps membre de l'association de randonnée juive bleue et blanche d'Elberfeld. À partir de 1928, il étudie le théâtre à Munich, puis en 1929 suit des études de presse à Berlin, étudie en 1930 la philosophie à Bonn et de 1930 à 1932 l'histoire de l'art ainsi que des études de presse à Leipzig. Pour des raisons politiques, Hirsch n'est plus en mesure de soumettre sa thèse sur Karl Friedrich Köppen (de). Il interrompt ses études en 1933 – après la prise du pouvoir par les nationaux-socialistes – et s'enfuit dans ce qui était alors la Sarre. Sa première épouse, Eva Buntenbroich-Hirsch, le suit. En 1935, le résultat du vote de la Sarre incite finalement le couple à fuir à travers la frontière près de Strasbourg vers la France. À Paris, Hirsch travaille comme journaliste pour l'hebdomadaire Westland et à partir de 1936 pour la branche de l'Institut international d'histoire sociale (IISG). Il utilise également le pseudonyme H. Bichette à l'époque. En 1938, Hirsch devient rédacteur en chef du magazine Ordo. En même temps, il est - avec Rudolf Leonhard et Maximilian Scheer (de) - actif au sein du Comité d'action de Paris pour la liberté en Allemagne. En 1938, il devient secrétaire du "Comité Juif d'Études Politiques". "
Réfugié allemand, il est interné en 1939, mais est enrôlé dans l'armée française un an plus tard. Grâce à un visa d'urgence qu'Hubertus zu Löwenstein s'est procuré, le couple Hirsch peut fuir à New York le 21 juin 1941. Helmut Hirsch commence son exil américain comme ouvrier d'entrepôt à Chicago. Il poursuit ses études en 1942 à l'Université de Chicago et les a complétées en 1945 avec un doctorat dans les matières d'histoire et d'études allemandes. De 1945 à 1957, il enseigne l'histoire européenne au Roosevelt College de Chicago, qu'il cofonde et qui devient plus tard l'Université Roosevelt, où il reçoit le titre de professeur associé.
En 1957, Helmut Hirsch retourne en Allemagne. Grâce à l'intercession de Johannes Rau, Helmut Hirsch réussit à occuper des postes d'enseignant de 1958 à 1971 à l'Académie administrative et économique de Düsseldorf. De 1972 à 1977, Hirsch enseigne en tant que professeur honoraire de sciences politiques à l'Université des sciences appliquées de Duisbourg. Hirsch est membre du Centre PEN Allemagne (de). Hirsch souffre de cataractes depuis 1993 Le jour de son 100e anniversaire, sa ville natale lui rend hommage en organisant une réception. Peu après, il tombe gravement malade et meurt le 21 janvier 2009 dans son appartement de Düsseldorf, au 48 Kleiansring. Son épouse Marianne meurt le 22 février 2010 à Düsseldorf.
Une grande partie de la succession écrite se trouve maintenant au Institut Leo-Baeck (de), à New York.

## Honneurs
- 1974 : Prix de la culture Eduard-von-der-Heydt (de)
- 1978 : Croix fédérale du mérite, première classe
- 1980 : Ordre du Mérite de Sarre[4]
- 1988 : Doctorat honoris causa de l'Université Karl Marx de Leipzig et Ordre du mérite de l'État de Rhénanie-du-Nord-Westphalie (de)
- 1993 : Médaille Cantador de la Société d'histoire juridique de Düsseldorf [5]

## Travaux (sélection)
Helmut Hirsch publie d'importants ouvrages, notamment sur l'histoire sociale allemande, ainsi qu'un grand nombre de biographies :
- Karl Friedrich Köppen – der intimste Berliner Freund Marxens. In: IISG (Hrsg.): International Review of Social History, Heft 1, Leiden 1936 (Fassung der in Deutschland nicht eingereichten Dissertation).
- Marx i Paris. In: Metalarbetaren 1938. Nr. 19.
- Early days in West Belleville, Illinois. In: American-German Review. June 1943.
- Mesmerism and revolutionary America. In: American-German Review. October 1943.
- Theodor Erasmus Hilgard (de), Ambassador of Americanism. In: Journal of the Illinois State History Society. June 1944.
- Jean Jaurès as historian, Laramie (Wyoming), 1944.
- The History of the Saar Territory. Dissertation an der University of Chicago, 1945.
- Amerika, Du Morgenröte. Verse eines Flüchtlings (1939–1942). Willard, New York 1947.
- Marx und das religiöse Opium. In: Geist und Tat (de). August 1950.
- Die beiden Hilgards. Ein biographischer Beitrag zur Geschichte der achtundvierziger Revolution und des Deutschamerikanertums, Karlsruhe (?) 1950.
- Karl Marx als Publizist. In: Beiträge zur Zeitungswissenschaft. Festgabe für Karl d’Ester zum 70. Geburtstage von seinen Freunden und Schülern, Münster: Aschendorff 1952, S. 143–150.
- Die Saar in Versailles. Die Saarfrage auf der Friedenskonferenz von 1919. Röhrscheid, Bonn 1952.
- Die Saar von Genf. Die Saarfrage während des Völkerbundregimes von 1920–1935. Röhrscheid, Bonn 1954.
- Denker und Kämpfer. Gesammelte Beiträge zur Geschichte der Arbeiterbewegung. Europäische Verlagsanstalt, Frankfurt/Main 1955.
- Anne Henecka – Bildhauerin, Wuppertal 1959.
- Ferdinand Lassalle. Eine Auswahl für unsere Zeit. Schünemann, Bremen 1963.
- Eduard Bernstein. Ein revisionistisches Sozialismusbild. Drei Vorträge. J. H. W. Dietz Verlag Nachf., Hannover 1966.
- Friedrich Engels in Selbstzeugnissen und Bilddokumenten. (Gewidmet Maximilian Rubel). Rowohlt, Reinbek 1968  (ISBN 3-499-50142-2).
- August Bebel. Sein Leben in Dokumenten, Reden und Schriften. Mit einem Geleitwort von Willy Brandt. Kiepenheuer & Witsch, Köln 1968.
- Rosa Luxemburg mit Selbstzeugnissen und Bilddokumenten. (Gewidmet Paul Frölich und Peter Nettl). Rowohlt, Reinbek 1969  (ISBN 3-499-50158-9).
- Eduard Bernsteins Briefwechsel mit Friedrich Engels. Van Gorcum, Assen 1970  (ISBN 90-232-0715-7).
- Helmut Hirsch (Hrsg.): Profile. Friedrich Engels. Eine Auslese aus seinen Werken und Briefen. Mit einem Geleitwort von Johannes Rau. Hammer, Wuppertal-Barmen 1970.
- Lehrer machen Geschichte. Das Institut für Erziehungswissenschaften und das Internationale Schulbuchinstitut. Ein Beitrag zur Kontinuitätsforschung. Henn, Ratingen 1971.
- Experiment in Demokratie. Zur Geschichte der Weimarer Republik. Hammer, Wuppertal 1972.
- August Bebel. Pionier unserer Zeit. Nachrichtenamt, Köln 1973.
- Moses Hess. Vorkämpfer der Freiheit. Nachrichtenamt, Köln 1975.
- Karl Ludwig Bernays (de) und die Revolutionserwartung vor 1848 – dargestellt am Mordfall Praslin. Trier 1976 Schriften aus dem Karl-Marx-Haus (de) Heft 17.
- Robert Blum. Märtyrer der Freiheit. Kölner Biographien Bd. 8. Nachrichtenamt, Köln 1977.
- Der „Fabier“ Eduard Bernstein. Zur Entwicklungsgeschichte des evolutionären Sozialismus. Dietz, Berlin 1977.
- Freiheitsliebende Rheinländer. Neue Beiträge zur deutschen Sozialgeschichte. Karl Ludwig Bernays, Friedrich Albert Lange, Ferdinand Lassalle, Moses Hess, August Bebel, Karl Marx, Friedrich Engels, Carl Heinrich Marx, Robert Blum. Econ, Düsseldorf 1977.
- Marx und Moses. Karl Marx zur „Judenfrage“ und zu Juden. Peter Lang, Frankfurt a. M., Bern, Cirencester/UK 1980 (Johann Maier (de) (Hrsg.): Judentum und Umwelt 2).
- Sophie von Hatzfeldt in Selbstzeugnissen, Zeit- und Bilddokumenten. Schwann, Düsseldorf 1981,  (ISBN 3-590-34101-7).
- Helmut Hirsch, Hans Pelger: Ein unveröffentlichter Brief von Karl Marx an Sophie von Hatzfeldt. Zum Streit mit Karl Blind nach Ferdinand Lassalles Tod. Trier 1983 (Schriften aus dem Karl-Marx-Haus Heft 27).
- Amerikanische Aspekte in Leben und Werk von Karl Marx. Vortrag im Haus des Corps Palatia zu Bonn am 3. Mai 1983. Hrsg.von Herman Lohausen. Kalkumer Verlag, Düsseldorf 1986.
- Bettine von Arnim mit Selbstzeugnissen und Bilddokumenten. Rowohlt, Reinbek 1987.
- Siegfried Thalheimer (de) und die „Düsseldorfer Lokal-Zeitung“. Eine Emigrations- und Remigrationsstudie. In: Düsseldorfer Jahrbuch. 63 (1991) S. 167–186.
- Helmut Hirsch, Marianne Hirsch: Nicht nur die Frau an Carl Schurz' Seite. Margarethe Meyer-Schurz. o. O. 1993.
- Onkel Sam’s Hütte. Autobiographisches Garn eines Asylanten in den USA. (Geleitwort: Lew Kopelew). Universitätsverlag, Leipzig 1994  (ISBN 3-929031-55-8).
- Freund von Heine, Marx, Engels und Lincoln. Eine Karl-Ludwig-Bernays-Biographie. Mit einer Genealogie der Familie Bernays von Marianne Hirsch und René Loeb sowie einem Nachwort von Lars Lambrecht (de). Peter Lang, Frankfurt/Main 2002 (Forschungen zum Junghegelianismus 6)  (ISBN 3-631-34695-6).